# Trofeo Magna Capitanata
Il Trofeo Magna Capitanata è un torneo professionistico di tennis giocato su campi in terra rossa. Fa parte dell'ITF Women's Circuit. Si gioca annualmente a Foggia in Italia.

## Albo d'oro

### Singolare
| Anno | Campionessa     | Finalista       | Punteggio |
| ---- | --------------- | --------------- | --------- |
| 2011 | Paula Ormaechea | Renata Voráčová | 6–4, 6–4  |

### Doppio
| Anno | Campionesse                      | Finaliste                                 | Punteggio |
| ---- | -------------------------------- | ----------------------------------------- | --------- |
| 2011 | Janette Husárová Renata Voráčová | Leticia Costas Moreira Inés Ferrer Suárez | 6–1, 6–2  |